# Записки українського самашедшого
«Записки українського самашедшого» — перший прозовий роман української письменниці Ліни Костенко.
Вперше вийшов у світ у видавництві Івана Малковича «А-ба-ба-га-ла-ма-га» в грудні 2010 року. Роман практично зразу ж став українським бестселером. Перший тираж становив 10 тисяч і вже за півмісяця був розкуплений, що встановило своєрідний рекорд для українських видань. Брак книг на ринку призвів до появи піратських передруків книги. Станом на червень 2011 року загальний офіційний тираж роману становив 80 тисяч.

## Короткий опис
Перша нова книга Ліни Костенко за останні 20 років. Поетеса писала свої «записки» майже 10 років.
Видання оформлював художник Владислав Єрко. На обкладинці використано картину польського художника-неосюрреаліста Рафала Ольбінського (Manon Pelleas et Melisande).
З 17 грудня 2010 перший 10-тисячний наклад книжки надійшов до продажу в Україні.
За даними видавництва, новий тираж з'явився в книгарнях з 18 січня 2011 року. Станом на червень 2011 року загальний офіційний тираж роману становив 80 тисяч. За оцінкою Івана Малковича, ще десь 20 тис. було видано піратами..
25 січня 2011 року у Рівному почався Всеукраїнський тур, в рамках якого заплановано 7 презентацій роману у деяких містах України за участю Ліни Костенко (окрім Рівного у Львові, Києві, Харкові, Кривому Розі, Острозі).
31 січня поспілкуватися з поетесою змогли читачі у Києві — у театрі ім. Івана Франка.
7 лютого відбулася зустріч та автограф-сесія у Харкові — в Оперному театрі (відео [Архівовано 18 лютого 2011 у Wayback Machine.]).
10 лютого планувалося проведення зустрічі в Кривому Розі у Палаці молоді та студентів. 14 і 15 лютого — у Львові в Університеті ім. Івана Франка та театрі ім. М. Заньковецької, 16 лютого в Острозі — в Острозькій академії.
Тур було перервано через публікацію низкою ЗМІ переказу розмови львівських письменників Віктора Неборака, Ігоря Котика та Юрія Кучерявого з негативними відгуками про роман.

## Сюжет
У романі описується період президентства Леоніда Кучми та Помаранчева революція. Головний герой роману, 35-річний програміст за освітою, який, проте займається обслуговуванням комп'ютерів, а не програмуванням. Познайомився зі своєю майбутньою дружиною ще під час Революції на граніті. Його батько — відомий перекладач, шістдесятник, що має нову молоду дружину та дуже інтровертованого сина, який фігурує під прізвиськом Тінейджер. Дружина головного героя — філолог, дослідниця Гоголя. Син навчається в школі й товаришує з сусідом Борькою, сином «нового українця».
Головний герой веде так звані «Записки», занотовуючи всі катастрофи, замахи, вбивства (наприклад, цинічне вбивство польською поліцією українця Сергія Кудрі) і скандали, про які дізнається з новин. Таким чином він намагається дати вихід своїм емоціям у скорумпованій атмосфері режиму Кучми і не скотитися до повного цинізму. Паралельно в записках знаходять своє відображення часом проблематичні стосунки головного героя зі своєю дружиною. Загальний іронічний, песимістичний, скептичний, часом знущальний тон записок під кінець кардинально міняється, коли герой переживає емоційно напружені події Помаранчевої революції.
Починаючи від назви, книга насичена ремінісценціями й прямими цитатами з Гоголя, а також з «Майстра і Маргарити» Булгакова.

## Анотація
У видавничій анотації сказано:
|  | Роман написано від імені 35-річного комп’ютерного програміста, який на тлі особистої драми прискіпливо, глибоко й болісно сканує усі вивихи нашого глобалізованого часу. У світі надмірної (дез)інформації і тотального відчуження він — заручник світових абсурдів — прагне подолати комунікативну прірву між чоловіком і жінкою, між родиною і професією, між Україною і світом. За жанровою стилістикою «Записки українського самашедшого» — насичений мікс художньої літератури, внутрішніх щоденників, сучасного літописання і публіцистики. |

## Видання
- Ліна Костенко, Записки українського самашедшого. — Київ: А-ба-ба-га-ла-ма-га, 2010. — ISBN 978-966-7047-88-7 (Серія: Перлини сучасної літератури[9]).

- Ілюстрації: Владислав Єрко (заставки)
- Тип видання: тверда палітурка
- Формат: 130×200 мм
- Кількість сторінок: 416

## Відгуки
- Іван Малкович:

|  | Я сподівався на подію, а з'ясувалося, що це - вибух. Книжка вражає по-справжньому. Здається, у нас так ще не писали. Сподіваюся, що це буде несподіванка для всіх |

- Іван Дзюба:

|  | "Записки українського самашедшого" – вражаюча хроніка душі інтелігента у світі абсурдів – українського і планетарного. Стаючи індивідуально пережитими, вони створюють високий емоціональний та інтелектуальний градус твору. Дуже бажано й важливо, щоб цей роман було перекладено іншими мовами, це дало б змогу світові побачити Україну і самих себе українськими очима |

- Дмитро Дроздовський, Дзеркало тижня. Україна:

|  | «Записки самашедшого» — книжка сміху, яка повертає людину до життя, показуючи, що ми ще таки не мертві. |

- Дмитро Дроздовський щодо назви роману:

|  | ...у Ліни Костенко герой не божевільний. Він просто — «сАмашедший». Не «с ума сшедший», а той, що сам собі йде. Такий собі грайливо-іронічний афронт щодо тотальної суржикізації. Бо писати «божевільний» — прямо перекидати містки до Гоголя. Тим більше що витоки слова «самашедший» варто шукати не в суржику, а в народній стихії, бо слово це вживалося ще на початку ХХ століття… |

## Цитати з роману
|  | Коли починається смерть культури, настає культура смерті. |

|  | І жах не в тому, що щось зміниться, — жах у тому, що все може залишитись так само. (с. 27) |

|  | Україна пручається, як Лаокоон, обплутаний зміями. Вона німо кричить, але світ не чує. Або не хоче почути. (с. 197) |

- |  | ...Іноді мені українці здаються таким великим гарним птахом, який сидить собі й не знає, що робиться на сусідньому дереві, який любить собі поспати, сховавши голову під крило. Крило тепле, притульне, сни історичні, красиві. М’язи розслабились, душа угрілась, — прокинувся, а дерево під ним спилюють, гніздо впало, пташенята порозлітались хто куди, сидять на інших деревах і цвірінькають уже по-іншому. Нація навіть не косноязика. Нація недорікувата. Я розумію, все має свої історичні корені. Часом їх хочеться висмикнути. (с. 156) |
- |  | Свобода справді є. Пиши що хочеш. В тюрму не посадять, у психушку не запроторять. Але можуть убити. (с. 129) |
- |  | Деінде журналістів стріляють, переслідують, кидають до в'язниць, а в нас тенденція більше до повішення, до шантажу, до убивства в темну, бейсбольними битами. У випадку Ґонґадзе - до відрубання голови. Так що якби який сучасний Бенвенуто Челліні, то тепер він мав би створити не Персея з мечем і головою Медузи, а бравого правоохоронця з сокирою у правій руці і головою журналіста у лівій. (с. 324) |
- |  | Відсталий ми народ, українці, зі своїми поняттями про кохання. Нам би все, як у пісні: «Я ж тебе, милая, аж до хатиноньки сам на руках однесу». Тепер би він її тричі трахнув по дорозі. |
- |  | Нашого цвіту по всіх борделях світу. (с. 120) |
- |  | Пристрасть - це натхнення тіла, а кохання - це натхнення душі. Любов як функції геніталій залишмо приматам. Мені потрібен космос її очей. (с. 317) |
- |  | Схоже, що трагедії стають буднями людства. (с. 324) |
- |  | Важко любити розумну жінку. Завжди боїшся впасти в її очах. Жінка втрачає на інтелекті, лише коли закохана. Так що бажано стабільно підтримувати в ній цей стан. |
- |  | Я нічого не боюся. Я боюся тільки причетності до ідіотів. |
- |  | Коли держава говорить кийками, сперечатися з нею важко. |
- |  | Все одно за владу буде соромно, за будь-яку владу час від часу буває соромно. А от за Україну соромно вже не буде, і моє місце серед цих людей. (с. 403) |
- |  | Молодь прагне живого. Кому тепер потрібні "Шляхетні вальси" Равеля? Ось приїхала група "Крейзі пеніс", всі фанати побігли. Виступив популярний співак з хітом "Убий свого батька!" - тіпалися в трансі. "Гоголь борделло" теж добре. Головне, щоб побільше борделло. Але до чого тут Гоголь? |